# جيمي براينت
جيمي براينت (بالإنجليزية: Jimmy Bryant)‏ هو عازف جاز وعازف قيثارة أمريكي، ولد في 5 مارس 1925 في جورجيا في الولايات المتحدة، وتوفي بنفس المكان في 22 سبتمبر 1980 بسبب سرطان الرئة.

## وصلات خارجية
- جيمي براينت على موقع IMDb (الإنجليزية)
- جيمي براينت على موقع ميوزك برينز (الإنجليزية)
- جيمي براينت على موقع أول ميوزيك (الإنجليزية)
- جيمي براينت على موقع ديسكوغز (الإنجليزية)